# Jakobsbergsgatan

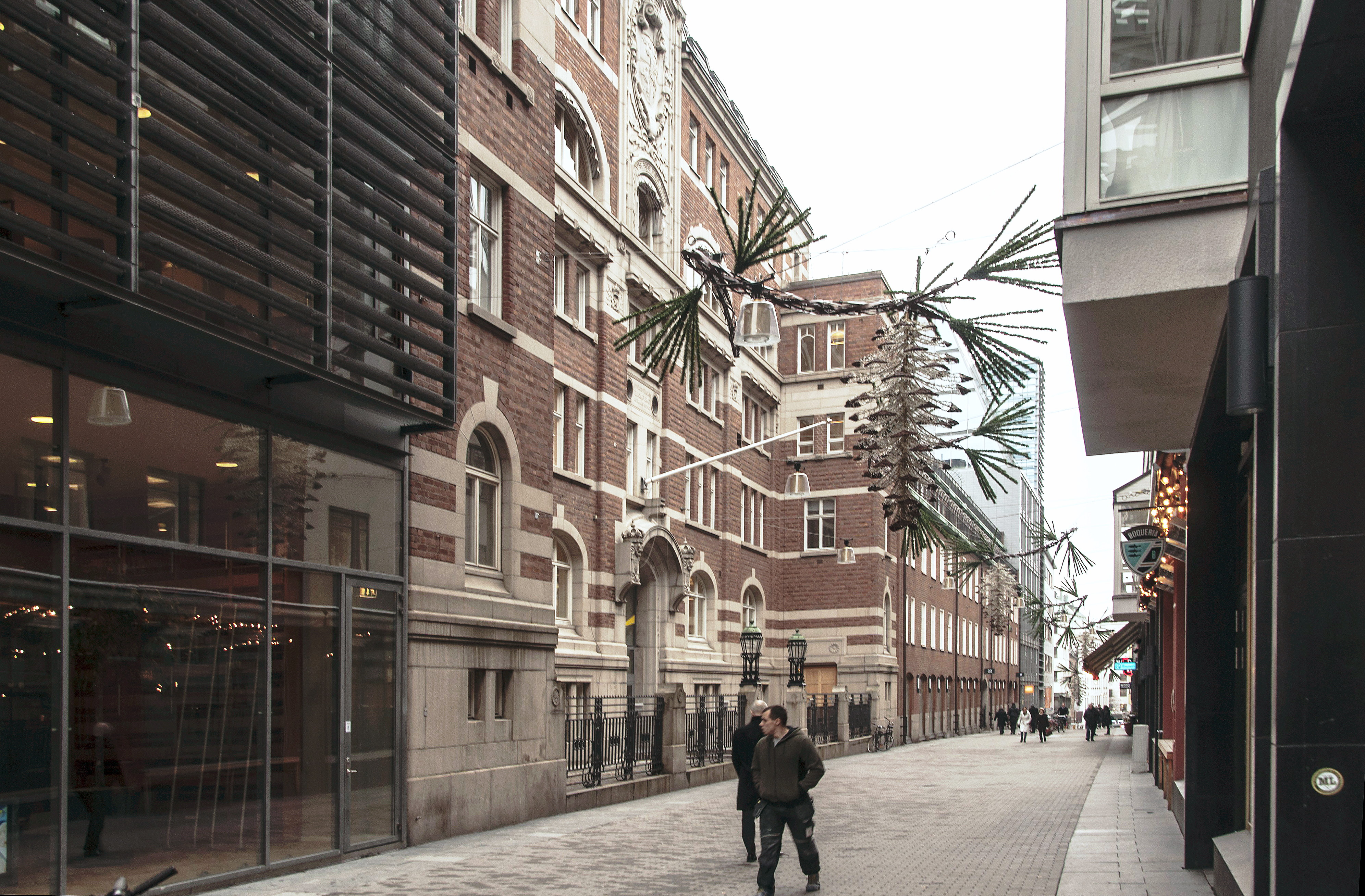
Jakobsbergsgatan österut med Televerkets hus till vänster.

Jakobsbergsgatan är en gata i stadsdelen Norrmalm i centrala Stockholm. Den sträcker sig från Birger Jarlsgatan i öster till Malmskillnadsgatan i väster. Delen mellan Malmskillnadsgatan och Norrlandsgatan är gågata. Gatan fick sitt nuvarande namn 1857 och har inget att göra med kommundelen Jakobsberg.

## Beskrivning

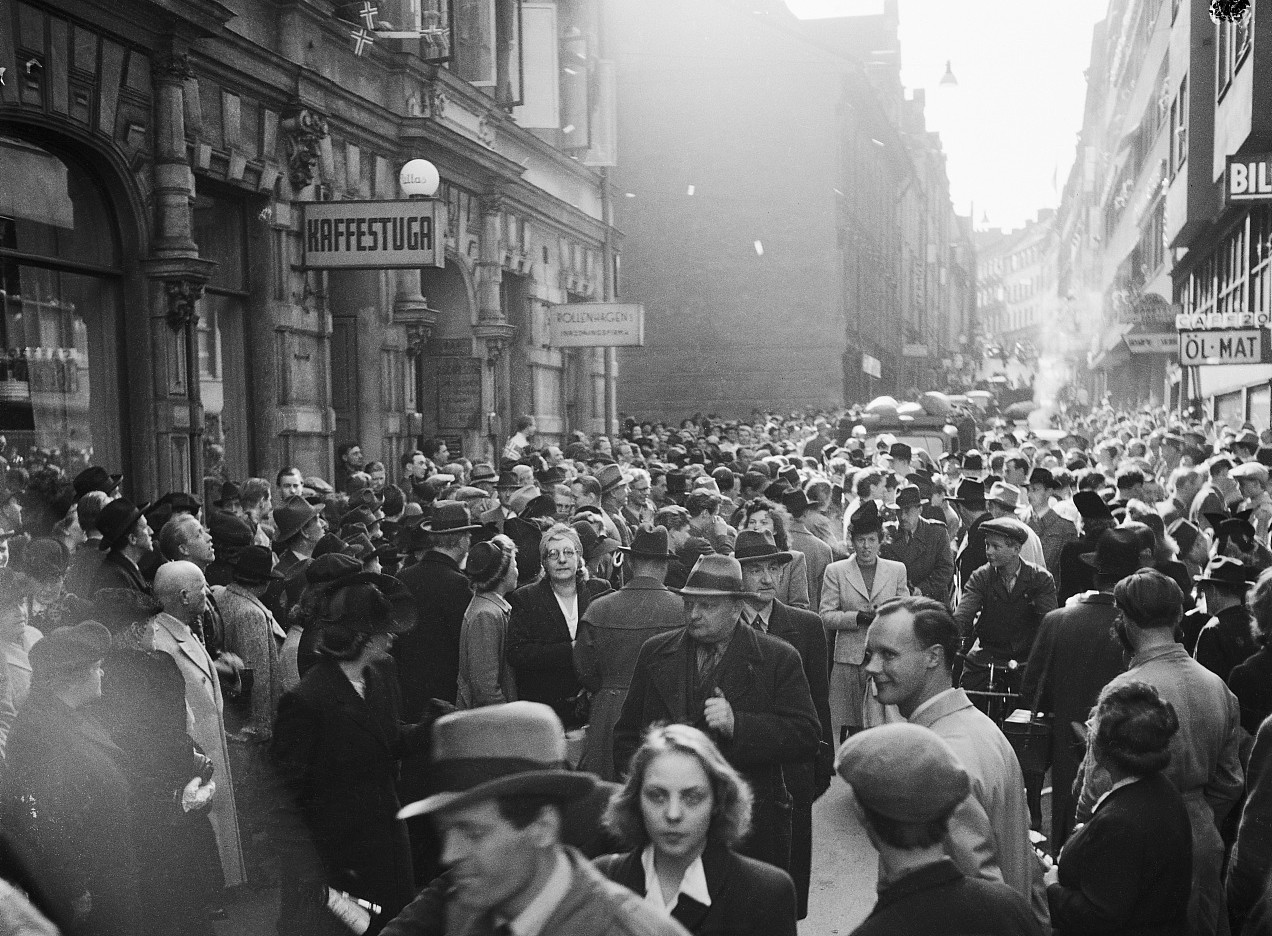
Jakobsbergsgatan, Fredsdagen 1945.

På 1880-talet var Jakobsbergsgatan något längre och började vid korsningen Riddargatan / Grev Turegatan. Gatans olika avsnitt har haft många namn, exempelvis Stillgrenden och Kivegatan på 1600-talets mitt. Ett annat namn var Grytgjutaregränden som användes 1671 för avsnittet mellan Malmskillnadsgatan och Regeringsgatan (här hade grytgjutare sin verksamhet). Gatudelen öster om Regeringsgatan har kallats bland annat Jerikobergsgatan, Bergsgatan, Jacobsbergs gränd och Jakobs Bergs Gatan. 
Enligt Nils-Gustaf Stahre (Stockholms gatunamn) har förleden Jeriko (Geriko) i Jerikobergsgatan oklar bakgrund och inget med bibelns Jeriko att göra, men kan härröra från en skeppare vid namn Hans Jericho som omnämns i Stockholms tänkeböcker från och med 1584. Kvarteret Jericho, som ligger vid Jakobsbergsgatans norra sida påminner om det. Enligt Björn Hasselblad (Stockholmskvarter) har kvartersnamnet en annan förklaring. Enligt den hade här en glasmästare sin gård som hette Johan Sion (död 1668) och folkhumorn gav hans tomt namnet Jericho, ”ty en så biblisk man skall väl ha ett bibliskt namn på sin gård”.
Med "berg", som förekommer i Jerikobergsgatan, avses Brunkebergsåsens östra sluttning uppför vilken gatan leder. Namnet Jerikobergsgatan fick tydligen ingen större spridning.  Efter 1857 blir namnet Jakobsbergsgatan allmänt brukligt, där förleden Jakobs anknyter till Jakobs församling. 
Vid Jakobsbergsgatan 6 bryggdes öl från 1670-talet och fram till 1894 då Wienerbryggeriet stängde sina lokaler och kvarterets bebyggelse revs. På samma adress men i ett nytt hus hade kvinnokooperativet Svenska hem sin första butik som öppnade under stort tumult och pressuppbåd år 1905. Vid Jakobsbergsgatan 34 låg mellan 1902 och 1913 Elisabeth Östmans husmodersskola.

## Intressanta byggnader längs gatan
- Bocanderska palatset,  Jakobsbergsgatan 1, arkitekt Hagström & Ekman.
- Vildmannen 7, Jakobsbergsgatan 6, arkitekt Erik Josephson. Huset brandskadades svårt i november 2017.
- Vildmannen 3, Jakobsbergsgatan 10, arkitekt Birger Jonson.
- Jericho 11, Jakobsbergsgatan 12, här låg Danska ångbageriet (sedermera Schumachers bageri).
- Jericho 12, Jakobsbergsgatan 14, här föddes Johan Tobias Sergel den 28 augusti 1740.
- Jericho 17 m.fl., Jakobsbergsgatan 22-26, här låg Wennberg & Ramstedt Ångkvarns AB.
- Televerkets hus, Jakobsbergsgatan 24, arkitekt Aron Johansson.
- Ingenjörshuset, Jakobsbergsgatan 36, arkitekt Anders Tengbom.

## Nutida bilder

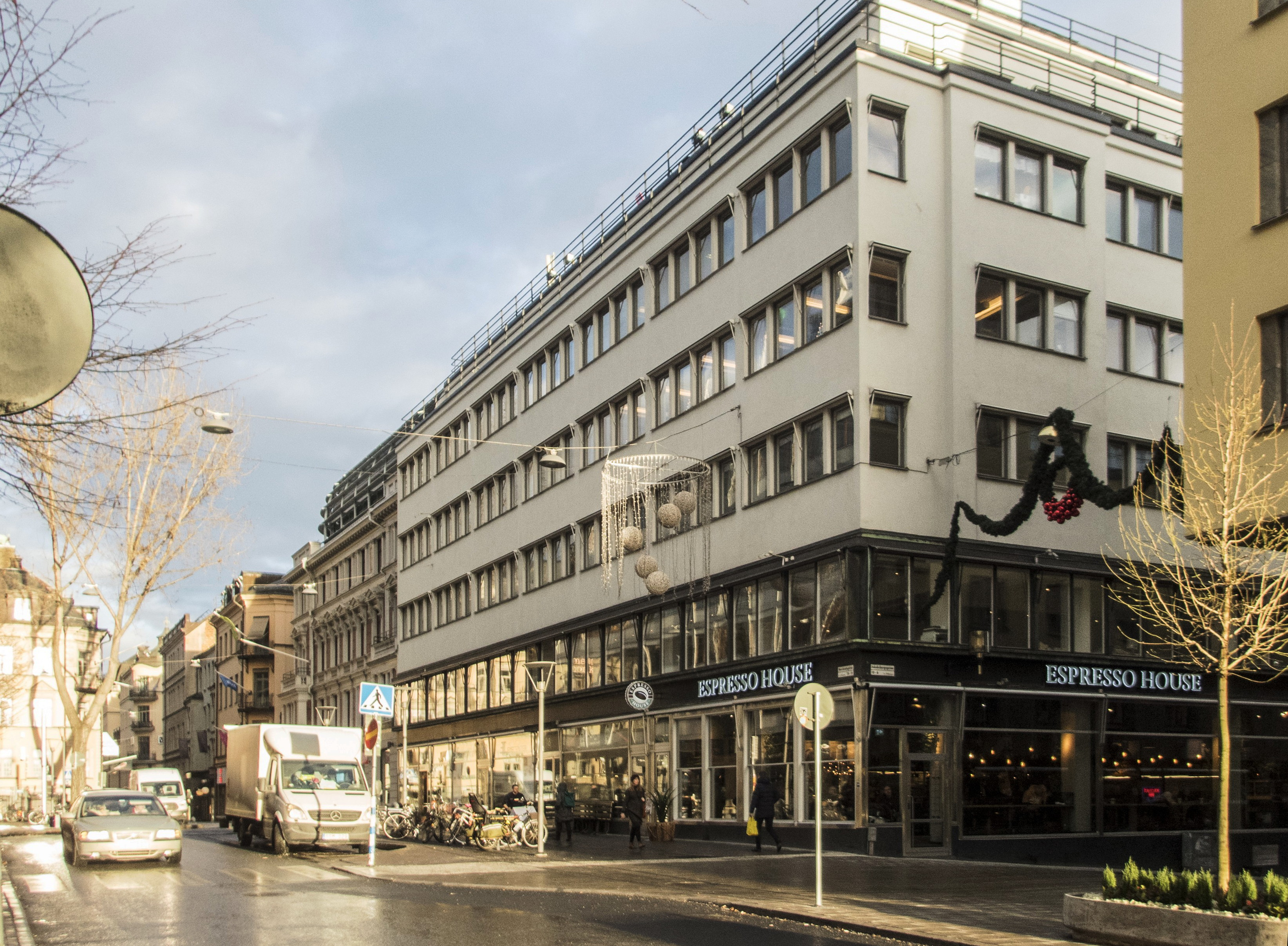
Vildmannen 3
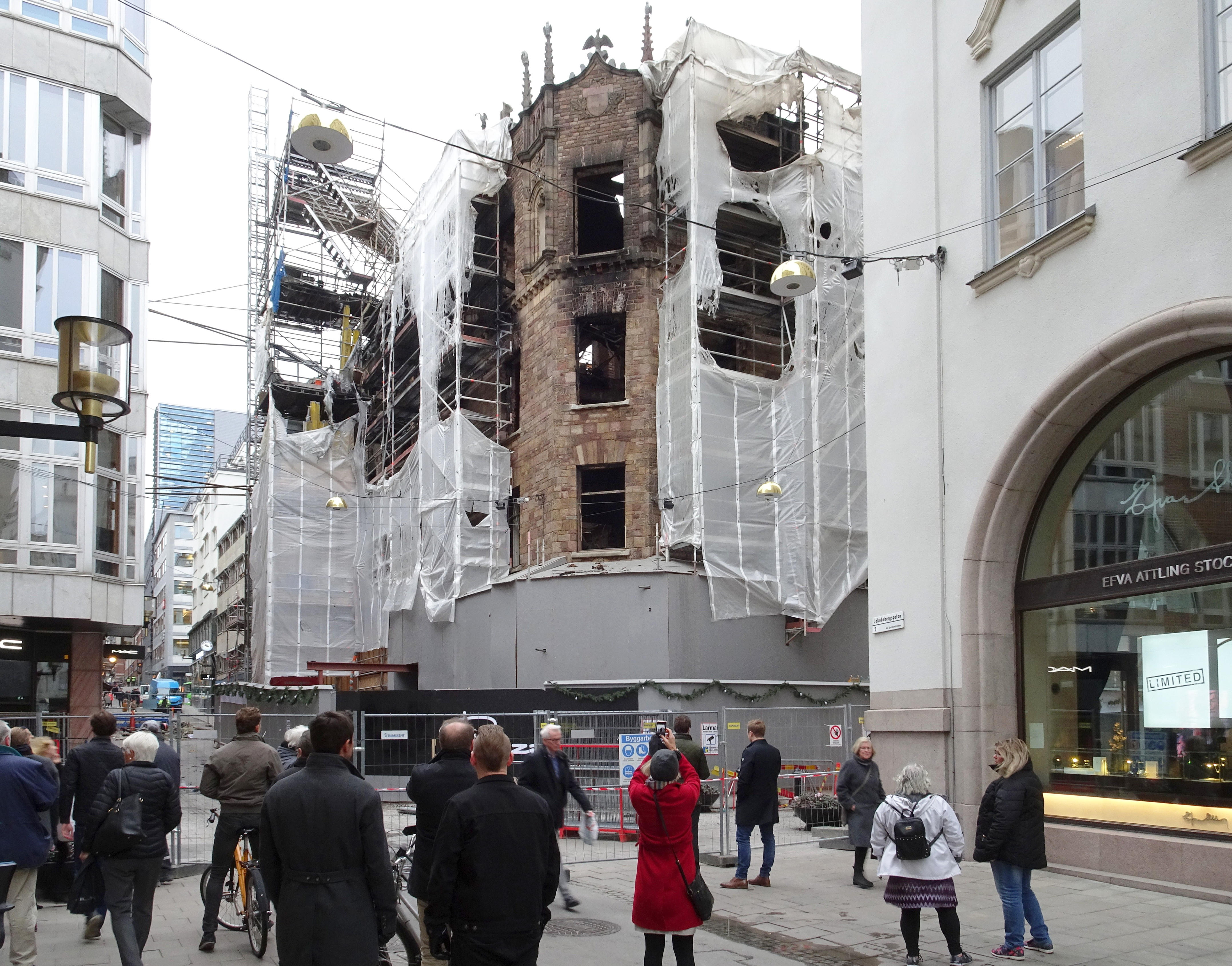
Vildmannen 7 (efter branden)
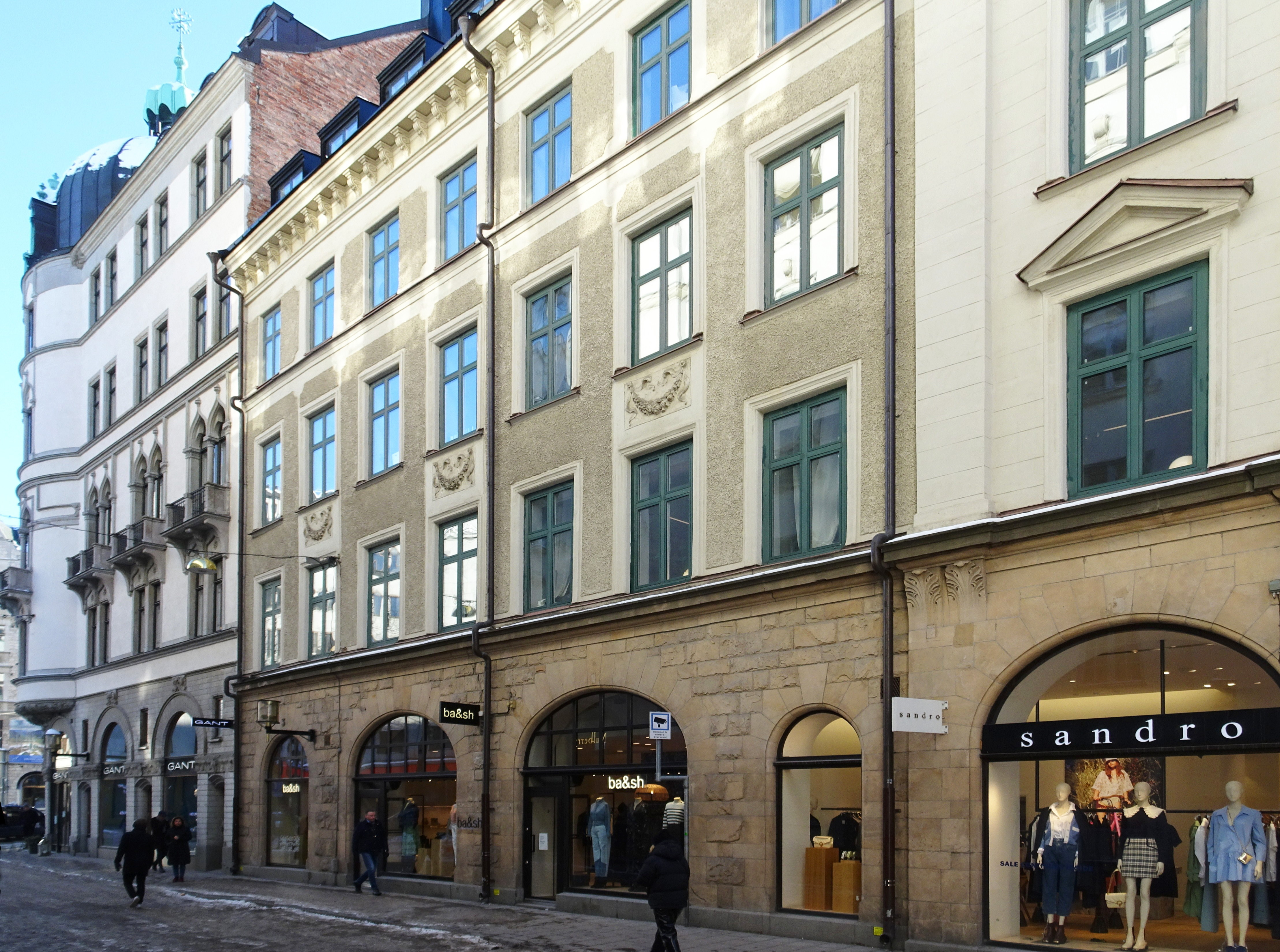
Kvarteret Pumpstocken
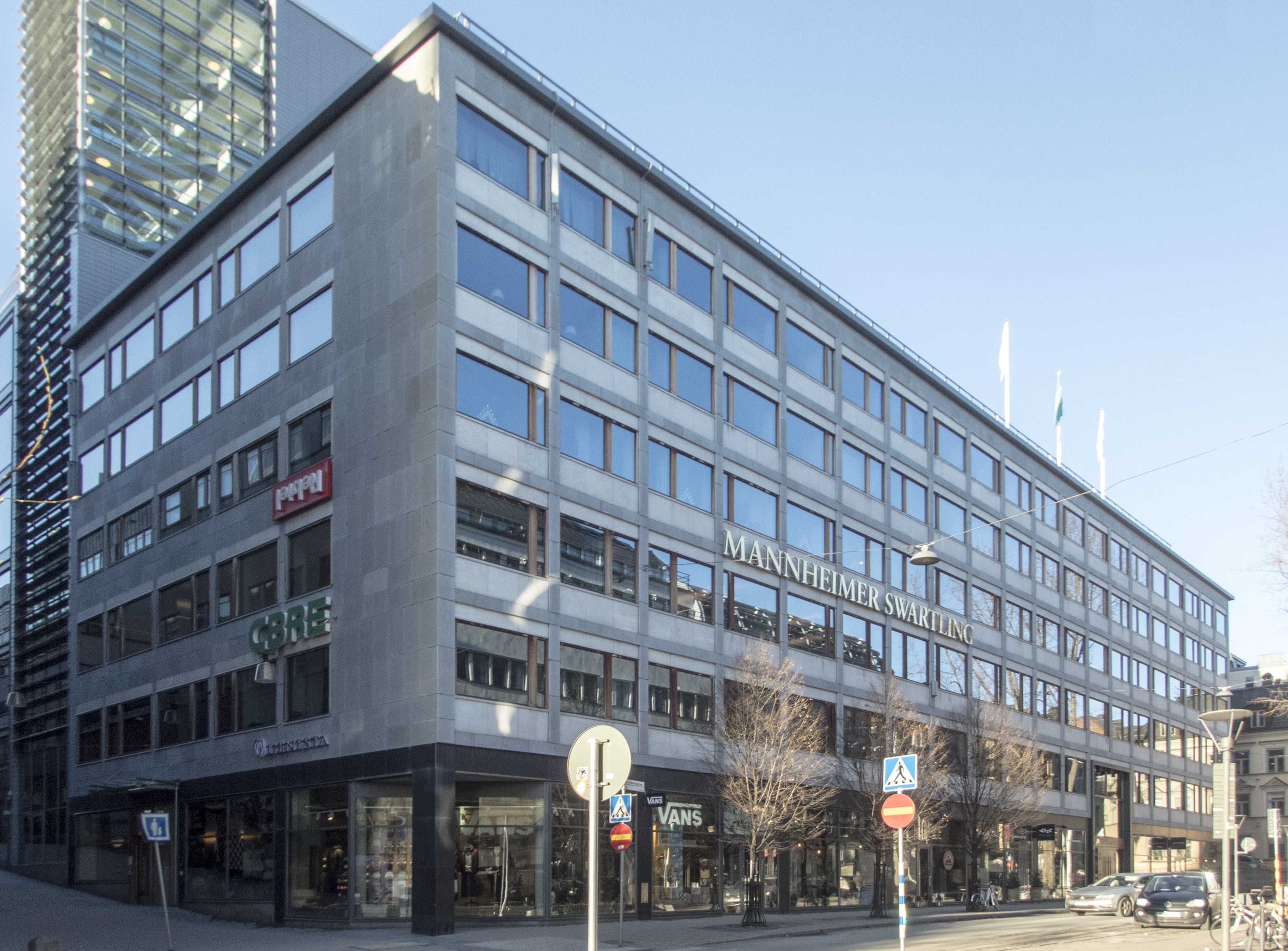
Jericho 36